# エースコンバットX スカイズ・オブ・デセプション
『エースコンバットX スカイズ・オブ・デセプション』（ACE COMBAT X Skies of Deception、通称エースコンバットX）は、2006年10月26日にバンダイナムコゲームス（後のバンダイナムコエンターテインメント）より発売された、PlayStation Portable用フライトシューティングゲーム。エースコンバットシリーズ国内第7作。アメリカでは同年10月24日、ヨーロッパでは同年11月8日に発売された。本項では、前日譚に当たる『エースコンバットXi スカイズ・オブ・インカージョン』についても記述する。

## 作品概要
- 日本国内で発売されたエースコンバットシリーズとしては初の携帯ゲーム機向け作品。海外ではゲームボーイアドバンス用タイトル『ACE COMBAT ADVANCE』が発売されている（参考）。
- サブタイトルのSkies of Deceptionは「偽りの空」という意味で、ステージ1のタイトルでもある。
- 音声は英語オンリーとなっているが、字幕で表示される言語の種類が増え日本語・英語の他にも、ドイツ語・スペイン語・フランス語・イタリア語・韓国語の7カ国語で表示させることもできる（PSPの本体設定→表示言語の設定により、各国の言語で字幕が表示される）。
- ゲームコンセプトは、"The Dawn of a New Chronicle."（意訳：新たなる歴史の夜明け）。
- Strategic AI System（ストラテジックエーアイシステム）を搭載し、プレイヤーの作戦選択でその後のミッション内容や敵の戦略・エンディングなどが変化する。
- 今作では架空機体が多数登場する。その多くが隠し機体という位置付けではなくストーリーを進めることで出現し、機体のカスタマイズによる性能向上が可能となっている（実在機体は不可）。
- ジャケットイラストは青を基調として、戦闘機はF-22。
- PS2での諸作品と異なり、ブリーフィングでミッション遂行時の年月日が表記されることはないが、ムービーから少なくともエースコンバットシリーズ内の2020年（もしくはその後まもなくの年）の年末に戦闘が終結することが分かる。

## ストーリー
2020年、南オーシア大陸に位置するオーレリア連邦共和国は、国土の大半が寒冷地ながら高い技術力と豊富な地下資源により繁栄を遂げていた。そんなある日、長年にわたる内戦により疲弊し隣国であるオーレリアなど各国の支援を受けていたレサス民主共和国が、突如「長年友好国を装い搾取を続けてきたオーレリアへの報復」の大義名分を掲げオーレリアに宣戦布告し、強大な軍事力により瞬く間に首都グリズウォールを始めとするオーレリアの領土の95%を占領する。そしてオーレリア領に唯一残っていた軍事基地、｢オーブリー基地｣に爆撃機部隊を差し向け、オーブリー基地所属の航空隊｢グリフィス隊｣がこれを迎撃すべく飛び立った。
一方、かつて環太平洋戦争の裏にあった真実を見届けたジャーナリストのアルベール・ジュネットは、レサス軍占領下のオーレリア首都・グリスウォールにおいて先の見えた戦況と南国故の暑さに辟易しながら取材活動を続けていた。そんな中、ジュネットはグリズウォールにある超高層ビルのガイアスタワーで連日開かれるレサス軍最高司令官であるディエゴ・ギャスパー・ナバロ主催の豪華なパーティーで記者仲間から自分たちが飲んでいるワインの値段を聞き、疲弊しているにもかかわらずその国情に不釣り合いなほどの軍事力を有するレサスに疑問を抱き調査を始める。やがてジュネットは、この戦争に隠された真の意図に近づいていくこととなる。　　

## 用語集

### 国家、組織など
オーレリア連邦共和国（Federal Republic of Aurelia）
オーシア大陸の南半球側、南オーシア大陸の南端にある国家。首都はグリスウォール。
国土の大半は寒冷地だが、国土に埋蔵される豊富な天然資源や高い技術力によって繁栄を謳歌していた。しかし、突如隣国であるレサス民主共和国による侵攻を受け、国土の大半を占領される。
レサス民主共和国（Democratic Republic of Leasath）
オーレリア東部国境に接する国家。首都はアレンダル。
長年に渡る内戦によって国土は疲弊しており、隣国オーレリアから多額の経済支援を受けているが、国民生活は極めて貧しく、支援の事実も明らかにされていない。国軍の装備はそうした国力に不釣り合いな強力さを誇っていたが、これには食糧購入を目的に拠出されていたオーレリアの支援金を、全て軍備の増強に流用したという裏事情がある。内戦終結の翌年10月に突如としてオーレリア侵攻を開始、一時はオーレリア領土の95%を制圧するが、一部のオーレリア空軍部隊の蜂起をきっかけに大規模な反攻を受ける。ほぼ同時期に、食料支援金流用スキャンダルの発覚と、各地での度重なる敗退によって、レサス軍総司令官ディエゴ・ギャスパー・ナバロが失脚したこともあり、侵攻開始から僅か2ヶ月ほどで敗戦が決定的となった。

### 部隊名

#### オーレリア
グリフィス隊（Gryphus Squadron）
海上防衛を主任務とするオーレリア最西のオーブリー空軍基地に駐留するオーレリア空軍の航空部隊。部隊章（エンブレム）は南十字星を咥えたコミック調に描かれた笑顔のハゲワシ（グリフィス）。エンブレムは部隊員のリック中尉たちによって考案された。凄い視力で空から獲物を狙うハゲワシのように周囲に目を光らせ、どんなに緊迫した状況でも笑っていられる余裕を持つようにするという意思を込められて描かれた。口に咥えている南十字星はオーレリアを示し、国を守ることを意味している。主人公であるグリフィス隊の隊長「グリフィス1」が所属する部隊である。オーブリー空軍基地周辺にはあまり民間施設がないため、飛行を制限する要素が少なく、訓練時間を多くとれるグリフィス隊は比較的練度が高い部隊である。一方で重要度の低い辺境の基地のためか、所属機は主に旧式のF-4Eで構成されている。オーブリー空軍基地に侵攻してきたレサス軍爆撃機部隊を迎撃するも、空中要塞グレイプニルのSWBMによる長距離攻撃で、出撃した6機中、隊長機を除く4機が撃墜、1機が損傷し、リック中尉を始めとしたパイロットと機体の大半が失われる。
デイビス隊（Davis Unit）
オーレリア軍の機甲部隊。オーレリア南東部にある交通の要衝サンタエルバ奪還に向けて進軍していたが、グレイプニルの長距離攻撃によりオーレリア中南部の渓谷地帯スタンド・キャニオンにて孤立。レサス軍の掃討部隊に包囲される。
オーレリア解放同盟（Aurelian Liberation Corps, A.L.C.）
オーレリア軍の反攻に触発され結成された、オーレリア市民による反レサス軍レジスタンス部隊。構成員の士気は非常に高いが、軍関係者などの専門家が加わっていない。オーレリア軍との連携が不十分で、戦術的にはともかくとしても戦略的には未熟な素人集団である。

#### レサス
アレクト隊（Alect Squadron）
レサス本国に駐留する、6機のS-32で編成されたレサス軍最強とされるエースパイロット部隊。新型攻撃機フェンリア受領のため、アーケロン要塞に向けて出撃する。
ナバロ直属の航空部隊で、グレイプニル撃墜を受けて、ナバロから直々にグリフィス1撃墜の命令を受けた。隊員は皆、自らの腕に絶対の信頼を置き、その命令を受けたときには目を輝かせるほどであった。相当な実力者故か、他のパイロットのことは自軍のパイロットであろうと見下しており、グリフィス隊と交戦した時には、すでに戦闘に入っていた友軍に対し「俺たちの邪魔はするな」などと辛辣な発言をした。
アレクトとはギリシャ神話の女神アレークトーの名をもじったもの。
ミラー隊（Miller Unit）
オーレリア西部キングスヒルに展開するレサス軍の機甲部隊。オーレリア軍によって奪還されたオーレリア西部の補給拠点パターソン港の再占領を狙う。
ハムレット隊（Hamlet Unit）
化学戦を専門とするレサス軍の特殊部隊。化学兵器「サイノクリン」を保有する。
スキュラ隊（Skylla Unit）
オーレリア最大の航空基地であるサチャナ基地に駐留するレサス軍精鋭地上部隊。対空攻撃のエキスパートとされる機動性に優れた部隊で、その任務は対空防御を始め、地対地ミサイル車両を用いた対地攻撃や、工兵車両による特殊破壊活動まで多岐に渡る。

### 架空機/架空兵器

#### オーレリア
XFA-27
かつて「究極」の開発コンセプトの元、1機のみが試作された開発国とメーカーが不明の謎の大型ステルス戦闘機。
過去作のエースコンバット2で、ゲームクリア後に選択できるEXTRAラインナップにおいてクーデターを鎮圧するために結成されたスカーフェイス部隊の最強の機体として登場した機体である。
XFA-24A Apalis（アパリス）
高い汎用性を目指して開発されたカナード付ダブルデルタ翼機。Apalisはセッカ科の鳥の一種を意味する。
絶対的な性能では他の最新鋭機に劣るが、汎用品のパーツを使用することで低コストと高信頼性、整備性の良さを兼ね備えており、良好な燃費の双発エンジンと相まって優れた運用性を誇る。ダブルデルタ翼の大翼面積によって攻撃機として十分な積載能力を有する他、3次元ベクタードノズルによって戦闘機として格闘戦にも対応できるだけの機動性も確保しているなど、戦場を選ばないマルチロール機である。また、本機専用の高速地形解析システム「アースシェイカー（Earth Shaker）」がオプション装備として用意されており、このシステムを搭載したタイプは、対地戦闘能力の向上によって、攻撃機としての能力を大幅に高めている。
XR-45 Cariburn（カリバーン）
多国籍企業体の航空機部門が次世代戦闘機構想の実験機として開発した機体。Cariburnはアーサー王伝説に登場する聖剣カリバーンを意味する。
実験機らしく先進的な仕様となっており、COFFINシステム（密閉型全周モニター式広視界コックピット）を始め、前進翼や特殊カナードからなるエンテ形状、2次元ベクタードノズル付高出力双発エンジン、左右の主翼付け根に内蔵される2門の航空機関砲などの特徴を持つ。これらの特徴によって非常に高い格闘戦能力を発揮するが、高出力エンジンのための大型エアインテークや前進翼などによる特殊な機体形状が高速域での空力特性の悪化を招いており、最高速度の面では同世代機に比べやや劣る。また、更なる機動性向上を目的として、専用の軽量化エルロン「シルフウィング（Sylph Wing）」がオプション装備として用意されており、搭載機はその名に違わぬ機動性を見せる。実験機であるはずの本機が、オーレリア戦争で実戦投入された理由については、主に企業側によるデータ収集のためではないかと見られているが、詳細は不明である。
独特な機体形状やコフィンシステムの搭載等からエースコンバット3の時代に繋がる機体であるとされる。機体形状はヴァルキリー計画の極初期にノースアメリカンがカーティス・ルメイ率いる戦略航空軍団に提出したNA-239案に酷似している。
YR-302 Fregata（フレガータ）
比較的低高度からの対地攻撃を主眼とした4発エンジンの大型攻撃機。Fregataはグンカンドリを意味する。
COFFINシステム搭載機で、翼形状はカナード付デルタ翼である。また、機体の中央に4基の大型エンジンが左右1組ずつ上下に重なる様に配置されており、この機体の外見的な特徴となっている。このエンジンには標準タイプの他に、オプション装備の本機専用の4基連動型大出力タイプ「ハイドラエンジン（Hydra Engine）」が用意されている。重装甲と重兵装を誇り、4基の2次元ベクタードノズル付大型エンジンによって大型機となっているにもかかわらずある程度の機動性も有するが、大型のエンジンと大量に必要とされる燃料によって内部機器の設置スペースが大幅に圧迫されており、簡易化されたCOFFINシステムを始め搭載される電子機器は必要最小限の物に抑えられている。しかし、それでも内部レイアウトは極めて煩雑で整備性は低く、燃費効率の悪さから航続距離も比較的短い。この機体設計の特異性は、開発時に航宙機ではないかとする噂を生み出したほどである。
独特な機体形状やコフィンシステムの搭載等からACECOMBAT3の時代に繋がる機体であるとされる。
YR-99 Forneus（フォルネウス）
次世代戦闘機のプロトタイプとして開発された、12眼式COFFINシステム搭載のステルスマルチロール機。Forneusは巨大なギンザメの容姿をしたソロモン72柱の悪魔フォルネウスを意味する。
台形ノズルを装備する2基のエンジン、機首部分から緩やかな曲線を描いて広がる浅めの後退角の主翼、ラダーベーター方式の上反角の付いた全遊動式V字尾翼などが特徴である。機体は素材段階から極限の軽量化が施され、主翼は新技術を用いた「呼吸する翼」の通称を持つ層流制御翼、機体形状に頼らず、新素材と電子機器によって獲得しているステルス能力など、随所に先進的な技術が使われている。特にステルス性については、本機専用のオプションである「新世代レーダー拡散コート（Deffusion Coat）」を施した機体の場合、驚異的な対レーダー隠密性を発揮する。兵装は全て内装式で、全体として曲面を多用した独特の外観を有する。しかし、様々な最先端技術の投入が開発費の増大を招いており、量産化の目処は付いていない。
※ 機体形状や一定の条件を満たすと入手可能な特殊カラーリングが、『ACE COMBAT 3』に登場する「R-101 デルフィナス#1」と共通する要素を有しており、型番も類似していることから、一部のプレーヤーの間では何らかの関連性があるのではとする見方がある。また、コックピット視点での画面も同機体のCOFFINシステム画面とよく似ている。
X-02 Wyvern（ワイバーン）
軍事大国エルジアにより同国の航空技術の粋を集めて開発されていた、独特の可変翼機構が特徴的なステルス戦闘機。
ADF-01 FALKEN（ファルケン）
オーシア連邦の軍需企業「ノースオーシア・グランダーI.G.」によって開発されていた、戦術レーザーシステムを搭載する大型ステルス戦闘機。

#### レサス
グレイプニル（Gleipnir）
レサス軍が誇る超大型戦略飛行艇。その名は北欧神話に登場するフェンリルを拘束するための魔法の紐グレイプニルに由来する。緒戦に於けるオーレリア軍敗退の主たる要因である。光学迷彩や空域制圧用衝撃波弾道ミサイル「SWBM」、近距離衝撃波砲「ショックカノン」などの特殊兵装を有する。
フェンリア（Fenrir）
グレイプニルのデータを基に開発され、アーケロン工場要塞で製造が進められていた特殊大型VTOL攻撃機。フェンリアとは北欧神話に登場するフェンリルに由来する。オーレリアの要塞攻略部隊の活躍により、完成した機体および製造中のフェンリアは要塞と共に失われた。
その残骸をオーレリア軍が回収し、研究目的で再生された機体はあるが、技術的理由からか光学迷彩は再現されていない。
サイノクリン（Cynocrine）
レサス軍の化学戦特殊部隊のハムレット隊が保有する化学兵器。本来は工業用薬剤として開発された化合物だが、大気中の酸素と反応することで毒性が生じる。散布を開始してから、酸化反応によって兵器レベルの毒性を得るまで3分程度の時間が必要で、化学兵器としては即効性に欠ける。一方で、中和剤散布による中和は可能なものの、中和剤自体に高い発火性があるため、低温低圧を維持する必要があり、中和作業が困難という特色がある。
ネベラジャマー（Nevera Jammer）
レサス軍の超広域ジャミング施設。気象観測用レーダーとして、オーレリア首都グリスウォール南西のネベラ山に建設されていた施設を侵攻したレサス軍が接収、本国で用意されていたジャミングシステムを持ち込み、短期間のうちにジャミング施設として改修した。万年雪の降り積もる高所に設置されたネベラジャマーは、半径1200kmにおよぶ効果範囲を有しており、グリスウォールやモンテブリーズ工業地帯などの重要拠点を電波妨害によって守護している。山頂部に設置された施設本体は、樽のような形状の超大型アンテナを6基横並びに設置したもので、超高精度の対空防衛システムに護衛されており、防衛機構用に確保された帯域を除き、ほぼ全帯域に渡って行われる強力な電波妨害も相まって、航空攻撃などによる直接破壊は極度に困難である。しかし、大出力の妨害電波と防衛システムによって消費される莫大な電力は、本来の用途であるレーダー施設用に用意されていた設備だけでは確保しきれておらず、近隣の発電所より複数の無防備な送電施設を経由して供給されている。
※ 作中の緯度・経度表示が現実世界と同じ尺度だと仮定した場合、ネベラジャマーの効果範囲は約500kmとなり、公式設定との矛盾が生じている。
メソン・カノン（Meson Cannon）
オーレリア首都グリスウォールは学術都市の側面を持っており、旧市街地区の周囲を直径4.6kmにおよぶサイクロトロン施設「アトモスリング」が囲んでいる。この巨大な円形粒子加速器を利用した中間子ビーム砲台がメソン・カノンである。旧市街の中心部にはレサス軍司令部の置かれている巨大ビル「ガイアスタワー」が存在するため、城壁の様に周囲を囲む加速器と、その上に設置された8基のメソン・カノンによって厳重に守られている。
アーケロン要塞（Archelon Fortress）
レサス領ダナーン諸島に属するセントリー島に極秘建造されていた要塞兼フェンリア製造工場。島内には、フェンリアに各種装備用の電力をマイクロ波で無線送電する供給施設があり、要塞上部には防衛兵器としてグレイプニルと同型の近距離衝撃波砲が設置されている。オーレリアの要塞攻略部隊が侵攻した際、4機のフェンリアを実戦投入し防衛に使用したが、攻略部隊によって全て撃墜され、アーケロン要塞も壊滅した。本要塞の壊滅が、レサス軍司令官ディエゴ・ギャスバー・ナバロの失脚と、今戦争に於けるオーレリアの実質的な勝利を決定付けた。崩壊した要塞は、後にオーレリアの研究機関によって調査され、フェンリアの残骸が回収されている。

### 登場人物

#### オーレリア
グリフィス1（Gryphus 1）
プレイヤーキャラクター。本名は不明で、グリフィス1とはコールサインである。オーレリアの西端にあるオーブリー基地に所属するパイロット。レサスによる殲滅戦にて侵攻してきた爆撃機を全機撃墜する戦果をあげるも、グレイプニルのSWBMによって僚機のほとんどを失ってしまう。その後、生き残った僚機と共にレサスへの反抗戦を展開する。多大な戦果を上げて、圧倒的に劣勢であったオーレリアの反攻の軸となり、その功績で自機にペイントされた南十字星のマークとともに広く知られた存在となる。レサス軍では、同軍の象徴であったグレイプニルがグリフィス1によって撃墜されて以降、そのマークから「凶星（ネメシス）」と呼ばれ怖れられた。パイロットでありながら反攻作戦の方針策定に携わるなど指揮官としても能力を発揮する。
リック（Rick）
グリフィス隊の2番機を務めるパイロット。階級は中尉。コールサインは「グリフィス2」。オーブリー航空基地に飛来したレサス軍の爆撃機編隊を迎撃するため、他のグリフィス隊員と共に迎撃に上がるが、グレイプニルのSWBMによって撃墜され戦死した。公式サイトのユジーン・ソラーノ回顧録では、開戦前の訓練でユジーンと気さくに接したり、グリフィス隊のエンブレムの由来について語っていることが描かれている。
ユジーン・ソラーノ（Eugene Solano）
管制を担当する通信士。コールサインは「クラックス（Crux）」（南十字星の意）。新人で経験不足のため、作戦の決定はグリフィス1に任せっきりである。肝は小さいが、強い意志を持つ。作戦中、グリフィス1を何度もコールサインではなく「隊長」と呼んでしまう。ストーリーが進むに連れて少しずつ自信を持つようになる。

#### レサス
ディエゴ・ギャスパー・ナバロ（Diego Gaspar Navarro）
レサス軍の最高司令官にしてこの戦争の黒幕。長きにわたるレサスの内戦を終結させたことで英雄として讃えられる人物だが、裏では同国の軍産複合体の中心人物であり、オーレリアからの食糧購入支援金を兵器購入に転用することで自らの私腹を肥やしていた。そして更に私腹を肥やすべく、表向き「オーレリアの不当な搾取に対する報復」と称して軍産複合体傘下の軍需産業が製造する兵器のデモンストレーションを目的にオーレリアに侵攻して戦争を起こすも、オーレリア軍の反攻とジュネットの調査により陰謀が発覚し失脚する。
フランク・バーリントン
グレイプニルの艦長。レサス軍がオーレリアに侵攻を開始する一週間前にナバロによって任命される。

#### その他
アルベール・ジュネット（Albert Genette）
『ACE COMBAT 5』に続き登場する、この物語で語り部を務める新聞記者。頬に深い皺が刻まれ、外見は『5』に比べてずいぶんと老けた。「World Times」紙の特派員としてレサスによる制圧下のグリスウォールに駐在している。当初は既に帰趨の見えた戦争の取材に辟易としていたが、内戦で疲弊しているはずのレサスの資金力に疑問を感じ、戦争の裏に隠れていた真実に迫っていく。

### 収録機体
プレイアブル機は実在機（計画案のみで実機なしの機体含む）が32種、架空機が8種の計40種である。
実在機は各メーカーはBAEシステムズ、ノースロップ・グラマン、ロッキード・マーティン、ボーイング、SAAB、ユーロファイターGmbH、パナビアGmbH、ダッソー・アビアシオンからライセンスを取得して制作されている。また、航空自衛隊から協力を得ている。
| 戦闘機 （Fighter）    | 攻撃機 （Attacker）  | マルチロール機 （Multirole） |
| --------------------- | -------------------- | ---------------------------- |
| F-4E Phantom II       | A-6E Intruder        | JA 37 Viggen                 |
| F-5E Tiger II         | F-1                  | XFA-24A Apalis               |
| F-16C Fighting Falcon | A-10A Thunderbolt II | XFA-27                       |
| MiG-29A Fulcrum       | Mirage 2000D         | F/A-18E Super Hornet         |
| MiG-21-93             | YR-302 Fregata       | Rafale M                     |
| F-14D Super Tomcat    | F-15E Strike Eagle   | F-35 Lightning II            |
| MiG-31 Foxhound       | F-2A                 | Gripen C                     |
| Tornado F3            | F-117A Nighthawk     | YR-99 Forneus                |
| X-29A                 | F-16XL               | MiG-1.44                     |
| Su-27 Flanker         | F/B-22 Concept       | X-02 Wyvern                  |
| XR-45 Cariburn        |                      | Fenrir                       |
| Typhoon               |                      |                              |
| F-15S/MTD             |                      |                              |
| Su-37 Terminator      |                      |                              |
| F-22 Raptor           |                      |                              |
| Su-47 Berkut          |                      |                              |
| S-32                  |                      |                              |
| ADF-01 FALKEN         |                      |                              |

## エースコンバットXi スカイズ・オブ・インカージョン
『エースコンバットXi スカイズ・オブ・インカージョン』（ACE COMBAT Xi Skies of Incursion、通称エースコンバットXi）は、2009年12月4日にバンダイナムコゲームスより発売されたiPhone・iPod touch・iPad用フライトシューティングゲーム。エースコンバットシリーズ国内第9作。
本作は、『X』の前日譚である。前作では触れられることの無かった戦争初期のオーレリア軍の抵抗を描いており、前作からマップや機体などの3Dモデル、BGMやSEおよび音声、世界観やストーリー設定などをそのまま引き継いでいる。その一方で、iPhone・iPod touch・iPad用アプリケーションとして、スティックとボタンによる操作から、タッチパネルと加速度センサーによる傾き検知での操作に変更するなど、特に操作インターフェイスの部分で大きな変更が加えられている。また、前作にあったチューニングや特殊兵装といったシステムはなく、兵装は通常ミサイルと機銃のみにシンプル化された。プレイヤーが操作可能な戦闘機は標準では全て架空機であり、実在機は有料のダウンロードコンテンツである。
なお、本作の主人公となっている「ファルコ1」およびファルコ1率いる「ファルコ隊」は、前作『X』でも登場している。ただし、ファルコ1はコールサインであり、『X』と『Xi』のファルコ1が同一人物であるかどうかは明確にはされていない。
2015年3月30日をもってサービス終了となり新規購入不可・動作保障対象外となった。

### 用語集

#### 部隊名
ファルコ隊（Falco Squadron）
オーレリア空軍の技術評価試験飛行部隊。首都南西海岸沿いのピューク・ラゴーラ空軍基地に駐留する。プレイヤーであるファルコ1が所属する部隊である。部隊章（エンブレム）は、基本デザインがグリフィス隊と同じく南十字星を描いたもので、コミック調のハヤブサが南十字星を抱えているというもの。
キマイラ隊（Chimera Squadron）
レサス内戦で活躍したレサス軍の傭兵戦闘機隊。オーレリア首都グリスウォールと国境の中間に位置する拠点サルーカ、そのサルーカと首都の間に設定されているオーレリアの絶対防空圏エリアZ2Kの制空権を確保するため出撃。哨戒中のオーレリア航空部隊に深手を負わせ撤退に追い込んだが、増援に現れたファルコ隊との戦闘により敗北する。その後、ガンドの護衛機として出撃するがファルコ隊との交戦で全滅する。

#### 架空機/架空兵器
YRB-89
レサス軍が運用する爆撃機。YR-99をそのまま大型爆撃機化したような機体で、対地爆撃任務の他に対艦攻撃にも使用されている。
ガンド
グレイプニルと同型の超大型戦略飛行艇。開発途中のものを無理に投入したが、ファルコ隊によって撃墜される。

#### 登場人物
ファルコ1（Falco 1）
主人公。ファルコ1はコールサインである。技術評価試験飛行隊であるファルコ隊に所属するパイロット。侵入してきたレサス機に対する邀撃に当たり、その後各地を転戦。領土の60%を奪われながらも、首都を確保しつづけるなど奮戦したが、グレイプニルの投入によって戦局が大きくレサス側に傾き、敗走を余儀なくされる。
『X』本編では、グリフィス隊の活躍でグリスウォールが解放されてから登場。息子がグリフィス1の大ファンであると語っている。公式に『X』『Xi』でファルコ1が同一人物であるかどうかは語られていないが、同一人物であるならば、着陸時に管制官への応答音声があった『エースコンバット2』のスカーフェイス1に続いて、エースコンバットシリーズで二人目の「喋ったことのある主人公」となる。

### 収録機体
使用できる機体は架空機のみであり、アプリ内課金をすることで実在機の使用が可能であった。
| 戦闘機 （Fighter） | 攻撃機 （Attacker） | マルチロール機 （Multirole） |
| ------------------ | ------------------- | ---------------------------- |
| XR-45 Cariburn     | YR-302 Fregata      | XFA-24A Apalis               |
| ADF-01 FALKEN      | F-117A Nighthawk    | XFA-27                       |
| MiG-21-93          |                     | F-2A                         |
| F-1                |                     | F-35 Lightning II            |
| MiG-29A Fulcrum    |                     | Rafale M                     |
| MiG-31 Foxhound    |                     |                              |
| Su-27 Flanker      |                     |                              |
| Su-37 Terminator   |                     |                              |
| Typhoon            |                     |                              |
| F-22 Raptor        |                     |                              |
| Su-47 Berkut       |                     |                              |
| S-32               |                     |                              |